# Kolumbianisches Wiesel
Das Kolumbianische Wiesel (Neogale felipei, Syn.: Neovison vison, Mustela vison) ist eine Raubtierart aus der Familie der Marder. Die Art ist nur in einem kleinen Gebiet im Westen Kolumbiens und Norden Ecuadors verbreitet, seit der Erstbeschreibung wurde die Art nur wenige Male gesichtet und wissenschaftlich dokumentiert.

## Merkmale
Das Kolumbianische Wiesel erreicht eine Kopf-Rumpf-Länge von 21,7 bis 22,5 Zentimeter und eine Schwanzlänge von 11,1 bis 12,2 Zentimeter. Der Körper ist lang und schlank mit kurzen Beinen. Das Fell ist lang und weich und auf der Rückenseite durchweg dunkelbraun gefärbt. Die Bauchseite ist blass orangefarben, der Schwanz ist einfarbig braun. Die Zehen sind unterseits unbehaart und weisen Schwimmhäute auf.

## Verbreitung und Lebensraum

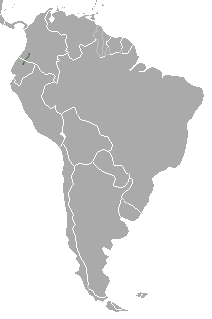
Verbreitungsgebiet des Kolumbianischen Wiesels

Das Kolumbianische Wiesel ist nur in einem kleinen Gebiet in den Kordilleren im Westen Kolumbiens und den Anden im Norden Ecuadors verbreitet.
Als Lebensraum nutzen die Tiere die feuchten und tropischen Nebelwaldgebiete entlang der Flusssysteme in 1750 bis 2700 Metern Höhe.

## Lebensweise
Über die Lebensweise des Kolumbianischen Wiesels liegen keine Informationen vor. In seiner Ernährung ähnelt es wahrscheinlich anderen Wieselarten. Aufgrund der Schwimmhäute an den Zehen wird von einer semiaquatischen Lebensweise der Tiere ausgegangen.

## Systematik
Das Kolumbianische Wiesel wird als eigenständige Art der Gattung Neogale innerhalb der Marder zugeordnet, die nach aktuellem Stand aus 4 rezenten Arten besteht.

## Bedrohung und Schutz
Die International Union for Conservation of Nature and Natural Resources (IUCN) stuft die Art aufgrund des sehr kleinen Verbreitungsgebiets als gefährdet (Vulnerable) ein. Obwohl über diese Art nur sehr wenige Informationen vorliegen, wird von einem Rückgang aufgrund des Holzeinschlags in den Wäldern Kolumbiens und Ecuadors ausgegangen.
Die Hauptbedrohung dieser Art liegt vor allem im Lebensraumverlust durch den massiven Holzeinschlag und die Umwandlung von Waldgebieten in landwirtschaftlich genutzte Flächen im Verbreitungsgebiet der Art.

## Belege
1. 1 2 3 4  Mustela felipei in der Roten Liste gefährdeter Arten der IUCN 2011.2. Eingestellt von: L. Emmons, K. Helgen, 2008. Abgerufen am 27. April 2012.
2. 1 2  S. Larivière, A. P. Jennings: Family Mustelidae (Weasels and Relatives). In: Don E. Wilson, Russell A. Mittermeier (Hrsg.): Handbook of the Mammals of the World. Volume 1: Carnivores. Lynx Edicions, 2009, ISBN 978-84-96553-49-1, (S. 650).
3. ↑  Bruce D. Patterson, Héctor E. Ramírez-Chaves, Júlio F. Vilela, André E. R. Soares, Felix Grewe: On the nomenclature of the American clade of weasels (Carnivora: Mustelidae). In: Journal of Animal Diversity. Band 3, Nr. 2, 2021, ISSN 2676-685X, doi:10.29252/JAD.2021.3.2.1.